# ليونارد بار
ليونارد بار (بالإنجليزية: Leonard Barr)‏ مواليد 27 سبتمبر 1903 في فيرجينيا الغربية، الولايات المتحدة - الوفاة 22 نوفمبر 1980 في بربانك، الولايات المتحدة، هو ممثل وكوميدي أمريكي بدأ مسيرته الفنية سنة 1970.

## الأعمال
- الماس للأبد
- اللدغة

## روابط خارجية
- ليونارد بار على موقع IMDb (الإنجليزية)
- ليونارد بار على موقع أول موفي (الإنجليزية)
- ليونارد بار على موقع قاعدة بيانات الفيلم (الإنجليزية)